# 2007 في الولايات المتحدة
فيما يلي قوائم الأحداث التي وقعت خلال عام 2007 في الولايات المتحدة.

## أحداث
- 16 أبريل – مذبحة جامعة فرجينيا
- 29 أغسطس – حادث الأسلحة النووية للقوات الجوية الأمريكية 2007

## سياسة

### تعيين في المنصب
- 1 يناير – إدوارد جونز عضو مجلس نواب كارولينا الشمالية.
- 1 يناير – إليوت سبيتزر حاكم نيويورك [الإنجليزية]‏.
- 1 يناير – جيم غيبونز حاكم نيفادا [الإنجليزية]‏.
- 1 يناير – جيمس جيفري نائب مستشار الأمن القومي (الولايات المتحدة).
- 1 يناير – ستيفن بالازو عضو مجلس نواب مسيسيبي.
- 1 يناير – مايك كوفمان Secretary of State of Colorado [الإنجليزية]‏.
- 2 يناير – شارلي كريست حاكم ولاية فلوريدا [الإنجليزية]‏.
- 3 يناير – بارون هيل عضو مجلس النواب الأمريكي.
- 3 يناير – بيرني ساندرز عضو مجلس الشيوخ الأمريكي.
- 3 يناير – جيم ويب عضو مجلس الشيوخ الأمريكي.
- 3 يناير – رون كلاين عضو مجلس النواب الأمريكي.
- 3 يناير – شيلدون وايتهاوس عضو مجلس الشيوخ الأمريكي.
- 3 يناير – غابرييل جيفوردز عضو مجلس النواب الأمريكي.
- 3 يناير – كيث إليسون عضو مجلس النواب الأمريكي.
- 3 يناير – ميشيل باكمان عضو مجلس النواب الأمريكي.
- 4 يناير – ديفال باتريك حاكم ماساتشوستس [الإنجليزية]‏.
- 4 يناير – نانسي بيلوسي الناطق باسم مجلس النواب الأمريكي.
- 8 يناير – تيد ستريكلاند حاكم ولاية أوهايو [الإنجليزية]‏.
- 9 يناير – بيل ريتر Governor of Colorado [الإنجليزية]‏.
- 9 يناير – جيري براون المدعي العام في كاليفورنيا [الإنجليزية]‏.
- 9 يناير – مايك بيب حاكم أركنساس [الإنجليزية]‏.
- 12 يناير – تشيت كولفير حاكم أيوا [الإنجليزية]‏.
- 17 يناير – مارتن أومالي حاكم ماريلاند [الإنجليزية]‏.
- 20 فبراير – جون مايكل ماكونيل مدير الاستخبارات القومية.
- 27 فبراير – جون نيغروبونتي نائب وزير خارجية الولايات المتحدة [الإنجليزية]‏.
- 14 سبتمبر – دانا بيرينو السكرتير الصحفي للبيت الأبيض.
- 1 أكتوبر – مايك مولن رئيس هيئة الأركان المشتركة الأمريكية.
- 9 نوفمبر – مايكل موكاسي نائب عام الولايات المتحدة.
- 11 ديسمبر – ستيف باشير حاكم كنتاكي [الإنجليزية]‏.
- 19 ديسمبر – لامار ألكسندر Chairman of the United States Senate Republican Conference [الإنجليزية]‏.

### انتهاء فترة المنصب
- 1 يناير – أدريان سميث عضو مجلس ولاية نبراسكا.
- 1 يناير – تيم غريفين المدعي العام [الإنجليزية]‏.
- 1 يناير – روبن كيلي عضو مجلس نواب إلينوي.
- 1 يناير – كيني جين حاكم نيفادا [الإنجليزية]‏.
- 1 يناير – مايك كوفمان Colorado State Treasurer [الإنجليزية]‏.
- 2 يناير – جيب بوش حاكم ولاية فلوريدا [الإنجليزية]‏.
- 3 يناير – بول ساربانس عضو مجلس الشيوخ الأمريكي.
- 3 يناير – بيرني ساندرز عضو مجلس النواب الأمريكي.
- 3 يناير – ريك سانتورم عضو مجلس الشيوخ الأمريكي.
- 3 يناير – مارك دايتون عضو مجلس الشيوخ الأمريكي.
- 3 يناير – مارك كينيدي عضو مجلس النواب الأمريكي.
- 4 يناير – ميت رومني حاكم ماساتشوستس [الإنجليزية]‏.
- 8 يناير – بوب تافت حاكم ولاية أوهايو [الإنجليزية]‏.
- 8 يناير – مايك هاكابي حاكم أركنساس [الإنجليزية]‏،حاكم أركنساس [الإنجليزية]‏.
- 12 يناير – توم فيلساك حاكم أيوا [الإنجليزية]‏.
- 17 يناير – مارتن أومالي عمدة بالتيمور.
- 17 يناير – مايكل ستيل نائب حاكم ماريلاند [الإنجليزية]‏.
- 13 فبراير – جون نيغروبونتي مدير الاستخبارات القومية.
- 14 سبتمبر – توني سنو السكرتير الصحفي للبيت الأبيض.
- 17 سبتمبر – ألبرتو جونزاليس نائب عام الولايات المتحدة.
- 20 سبتمبر – مايك جوهانس وزير الزراعة في الولايات المتحدة.
- 29 سبتمبر – مايك مولن رئيس العمليات البحرية.
- 11 ديسمبر – إرنست لي فلتشر حاكم كنتاكي [الإنجليزية]‏.
- 14 ديسمبر – كارين هيوز Under Secretary of State for Public Diplomacy and Public Affairs [الإنجليزية]‏.

## رياضة
- 1 يناير – طواف كاليفورنيا 2007 الفائزون ليفي ليفيمير، ينس فويجت، جيسون مكارتني.
- 17 يونيو – جائزة الولايات المتحدة الكبرى 2007 الفائز لويس هاملتون.

## ظهور
- 1 يناير – قطعة مني
- 23 يناير – بوليتيكو

## أفلام
من الأفلام التي صدرت هذه السنة في الولايات المتحدة:
- 1 يناير – 1408 من إخراج ميكايل هافستروم.
- 1 يناير – 10 إلى يوما من إخراج جيمس مانغولد.
- 1 يناير – آخر ملوك اسكتلندا من إخراج كيفين ماكدونالد.
- 1 يناير – أ برايري هوم كومبانيون من إخراج روبرت ألتمان.
- 1 يناير – أسنان من إخراج ميتشيل لشتنستين.
- 1 يناير – أسود وحملان من إخراج روبرت ريدفورد.
- 1 يناير – أفعال محظورة من إخراج براين دي بالما.
- 1 يناير – أنا أعرف من قتلني من إخراج كريس سيلفرستون [الإنجليزية]‏.
- 1 يناير – أنا لست هناك من إخراج تود هينز.
- 1 يناير – أوجست رش من إخراج كرستين شريدان.
- 1 يناير – اسم الشفرة: المنظف من إخراج Les Mayfield [الإنجليزية]‏.
- 1 يناير – الأرض من إخراج Mark Linfield [الإنجليزية]‏، ألاستيير فوثرغل.
- 1 يناير – التالي من إخراج Lee Tamahori [الإنجليزية]‏.
- 1 يناير – التلال لها عيون 2 من إخراج Martin Weisz [الإنجليزية]‏.
- 1 يناير – الحب في زمن الكوليرا من إخراج مايك نيويل.
- 1 يناير – الحظيرة من إخراج ستيف أويديكيرك.
- 1 يناير – الخنازير البرية من إخراج والت بيكر.
- 1 يناير – الرسل من إخراج Oxide Pang Chun  [لغات أخرى]‏، Danny Pang Phat [الإنجليزية]‏.
- 1 يناير – الساعة الحادية عشر من إخراج ليلى كونرز، ناديا كونرز.
- 1 يناير – السيد بروكس من إخراج بروس أ. إيفانز.
- 1 يناير – الشجاع من إخراج نيل جوردن.
- 1 يناير – الشقراء الطموح من إخراج سكوت مارشال (مخرج).
- 1 يناير – العشرة من إخراج ديفيد وين.
- 1 يناير – العقد من إخراج بروس بيريسفورد.
- 1 يناير – الفصل 27 من إخراج جاريت شايفر.
- 1 يناير – الفطيرة الأمريكية:منزل بيتا من إخراج Andrew Waller [الإنجليزية]‏.
- 1 يناير – الفيلق الأخير من إخراج Doug Lefler [الإنجليزية]‏.
- 1 يناير – القناص من إخراج أنطوان فوكوا.
- 1 يناير – الكلب ألفا من إخراج نيك كاسافيتس.
- 1 يناير – المدانون من إخراج سكوت ويبر [الإنجليزية]‏.
- 1 يناير – المضاد للموت من إخراج كوينتن تارانتينو.
- 1 يناير – المملكة من إخراج بيتر بيرغ.
- 1 يناير – المناظرون العظماء من إخراج دنزل واشنطن.
- 1 يناير – الوظائف الشاغرة من إخراج نمرود أنطال.
- 1 يناير – إلى البرية من إخراج شون بن.
- 1 يناير – برازرز سولومون من إخراج بوب أودينكيرك.
- 1 يناير – بستاني جنة عدن من إخراج كيفن كونولي.
- 1 يناير – بولز أوف فيوري من إخراج روبرت بن غارانت.
- 1 يناير – بي كايند ريوايند من إخراج ميشيل جوندري.
- 1 يناير – بياولف من إخراج روبرت زيميكس.
- 1 يناير – تذكر المذهول من إخراج Jess Bond [الإنجليزية]‏.
- 1 يناير – تشغيل الصحراء من إخراج جيمس مول.
- 1 يناير – توم وجيري: حكاية كسارة البندق من إخراج Spike Brandt and Tony Cervone [الإنجليزية]‏.
- 1 يناير – جريمة أمريكية من إخراج تومي أوهايفر.
- 1 يناير – حرب من إخراج فيليب أتويل.
- 1 يناير – حصان الماء من إخراج جاي راسيل.
- 1 يناير – حظا سعيدا تشاك من إخراج مارك هلفريشت.
- 1 يناير – حلم كاسندرا من إخراج وودي آلن.
- 1 يناير – دان في الحياة الحقيقية من إخراج بيتر هيدجيز.
- 1 يناير – ذا هانتنج بارتي من إخراج ريتشارد شيبرد.
- 1 يناير – رجل عصابة أمريكي من إخراج ريدلي سكوت.
- 1 يناير – رحلت الطفلة رحلت من إخراج بن أفليك.
- 1 يناير – رسائل من إيوو جيما من إخراج كلينت إيستوود.
- 1 يناير – ريزدنت إيفل: الانقراض من إخراج راسل مولكاهي.
- 1 يناير – رين أوفر مي من إخراج مايك بيندر.
- 1 يناير – زيارة الفرقة الموسيقية من إخراج عيران كوليرين.
- 1 يناير – سباق
- 1 يناير – ستسيل الدماء من إخراج بول توماس أندرسون.
- 1 يناير – سو 3 من إخراج دارن لين بوسمان.
- 1 يناير – سو 4 من إخراج دارن لين بوسمان.
- 1 يناير – سيدني وايت من إخراج Joe Nussbaum [الإنجليزية]‏.
- 1 يناير – سيكو من إخراج مايكل مور.
- 1 يناير – شبكة شارلوت من إخراج غاري وينيك.
- 1 يناير – طريق الحجز من إخراج تيري جورج.
- 1 يناير – طفل من المريخ من إخراج Menno Meyjes [الإنجليزية]‏.
- 1 يناير – عامل نظافة من إخراج ريني هارلن.
- 1 يناير – عيد القديسين
- 1 يناير – غير المرئي من إخراج ديفيد إس. غويور.
- 1 يناير – قائمة الدلو من إخراج روب راينر.
- 1 يناير – قشعريرة البرد من إخراج غريغوري جاكوبس.
- 1 يناير – قلوب وحيدة من إخراج تود روبنسون (مخرج).
- 1 يناير – قناع الغوص والفراشة من إخراج جوليان شنابل.
- 1 يناير – كتاب الحرية من إخراج ريتشارد لاجرافينيز.
- 1 يناير – لماذا تزوجت؟ من إخراج تايلر بيري.
- 1 يناير – مارغو في العرس من إخراج نواه باومباخ.
- 1 يناير – مايكل كلايتون من إخراج توني جيلروي.
- 1 يناير – محطم القلوب من إخراج بوبي فارلي، بيتر فاريلي.
- 1 يناير – مستيقظ من إخراج جوبي هارولد [الإنجليزية]‏.
- 1 يناير – مقبول من إخراج ستيف بينك.
- 1 يناير – نادي جين أوستن للقراءة من إخراج Robin Swicord [الإنجليزية]‏.
- 1 يناير – نظرية الفوضى من إخراج ماركوس سيجا.
- 1 يناير – نوربت من إخراج براين روبنز.
- 1 يناير – هوليوودلاند من إخراج ألين كولتر.
- 1 يناير – هيتمان من إخراج Xavier Gens [الإنجليزية]‏.
- 1 يناير – يير أوف ذا دوج من إخراج مايك وايت.
- 15 يناير – غوست رايدر من إخراج مارك جونسون (كاتب).
- 25 يناير – ليلة سعيدة من إخراج جيك بالترو.
- 7 فبراير – تمرد هانيبال من إخراج بيتر ويبر.
- 8 فبراير – هاجس من إخراج Mennan Yapo [الإنجليزية]‏.
- 9 فبراير – موسيقى و كلمات من إخراج مارك لورانس (مخرج).
- 13 فبراير – العدد 23 من إخراج جويل شوماخر.
- 14 فبراير – 88 دقيقة من إخراج جون أفنيت.
- 16 فبراير – جسر إلى تيرابيثيا من إخراج Gábor Csupó [الإنجليزية]‏.
- 2 مارس – أصبحت جين من إخراج Julian Jarrold [الإنجليزية]‏.
- 2 مارس – زودياك من إخراج ديفيد فينشر.[1]
- 9 مارس – 300 من إخراج زاك سنايدر.[2]
- 12 مارس – حبلت من إخراج جاد أباتاو.
- 30 مارس – شفرات المجد من إخراج جوش غوردون، Will Speck  [لغات أخرى]‏.
- 4 أبريل – اضطراب من إخراج د. ج. كاروسو.
- 6 أبريل – ضوء الشمس من إخراج داني بويل.
- 1 مايو – الرجل العنكبوت 3 من إخراج سام رايمي.
- 10 مايو – جورجيا رول من إخراج غاري مارشال.
- 17 مايو – سيطرة من إخراج أنطون كربيجن.
- 21 مايو – القلب الكبير من إخراج مايكل وينتربوتوم.
- 24 مايو – أوشن 13 من إخراج ستيفن سودربرغ.
- 24 مايو – قراصنة الكاريبي: في نهاية العالم من إخراج غور فيربينسكي.[3]
- 25 مايو – نحن نملك الليل من إخراج جيمس غراي (كاتب).
- 27 مايو – متاهة بان من إخراج جييرمو ديل تورو.
- 7 يونيو – النزل 2 من إخراج إيلي روث.
- 12 يونيو – المتحولون من إخراج مايكل بي.
- 15 يونيو – نانسي درو من إخراج أندرو فلمنج.
- 21 يونيو – إيفان الكبير من إخراج توم شاديك [الإنجليزية]‏.
- 27 يونيو – موت قاسي 4 من إخراج لين وايزمان.[4]
- 28 يونيو – هاري بوتر وجماعة العنقاء من إخراج دايفيد ييتس.[5]
- 12 يوليو – أنا الآن أعلن أنكما تشاك ولاري من إخراج دينيس دوغان.
- 13 يوليو – مثبتات الشعر من إخراج آدم شانكمان.[6]
- 25 يوليو – إنذار بورن من إخراج بول غرينغراس.
- 27 يوليو – جون تاكر يجب أن يموت من إخراج بيتي توماس.
- 30 يوليو – ساعة الذروة 3 من إخراج بريت راتنر.
- 8 أغسطس – أربعة مذهلون: ظهور المتزلج الفضي من إخراج تيم ستوري [الإنجليزية]‏.
- 17 أغسطس – سيئ جدا من إخراج جريج موتولا.
- 25 أغسطس – الذي لا يقهر من إخراج إيركسون كور.
- 1 سبتمبر – الأطفال الصغار من إخراج تود فيلدمان.
- 1 سبتمبر – جونو من إخراج جيسون رايتمان.
- 2 سبتمبر – اغتيال جيسي جيمس من قبل الجبان روبرت فورد من إخراج أندرو دومينيك.
- 7 سبتمبر – الزائر من إخراج توماس مكارثي.[7]
- 7 سبتمبر – رينديشن من إخراج جافن هود.
- 8 سبتمبر – مقابلة بيل من إخراج Bernie Goldmann  [لغات أخرى]‏، Melisa Wallack [الإنجليزية]‏.
- 9 سبتمبر – جهاد من أجل الحب من إخراج Parvez Sharma [الإنجليزية]‏.
- 10 سبتمبر – عبر الكون من إخراج جوليا تيمور.
- 11 سبتمبر – ستاردست من إخراج ماثيو فون.
- 26 سبتمبر – أشياء فقدناها في الحريق من إخراج سوزان بيير.
- 28 سبتمبر – خطة اللعب من إخراج Andy Fickman [الإنجليزية]‏.
- 1 أكتوبر – عداء الطائرة الورقية من إخراج مارك فورستر.
- 6 أكتوبر – مجزرة منشار تكساس:البداية من إخراج Jonathan Liebesman [الإنجليزية]‏.
- 14 أكتوبر – نشاط خارق من إخراج Oren Peli [الإنجليزية]‏.
- 16 أكتوبر – 30 يوما من الليل من إخراج ديفيد سليد.
- 17 أكتوبر – العظمة من إخراج كريستوفر نولان.
- 9 نوفمبر – لا بلد للعجائز من إخراج إيثان كوين، جويل كوين.[8]
- 13 نوفمبر – رجل من الأرض من إخراج ريتشارد شينكمن.[9]
- 21 نوفمبر – السديم من إخراج فرانك دارابونت.
- 27 نوفمبر – البوصلة الذهبية من إخراج كريس ويتز.
- 3 ديسمبر – سويني تود: الحلاق الشيطاني لشارع فليت من إخراج تيم برتون.
- 5 ديسمبر – أنا أسطورة من إخراج فرانسيس لورانس.
- 8 ديسمبر – الألماس الدموي من إخراج إدورد زويك.
- 9 ديسمبر – فتيات الحلم من إخراج بيل كوندون.
- 10 ديسمبر – حرب تشارلي ويلسون من إخراج مايك نيكولز.
- 11 ديسمبر – الراعي الصالح من إخراج روبرت دي نيرو.
- 15 ديسمبر – السعي للسعادة من إخراج غابرييل موتشينو.
- 20 ديسمبر – بي إس أنا أحبك من إخراج ريتشارد لاجرافينيز.
- 20 ديسمبر – روكي بالبوا من إخراج سيلفستر ستالون.
- 21 ديسمبر – الكنز الوطني: كتاب الأسرار من إخراج جون تيرتلتوب.
- 25 ديسمبر – ألين ضد المفترس: قداسة من إخراج Colin Strause ‏، Greg Strause ‏، Greg and Colin Strause [الإنجليزية]‏.[10]

## برامج ومسلسلات وأنمي
- آفاتار: أسطورة أنج
- حياة جونيبر لي
- فيوتشوراما
- كينغ أوف ذا هيل
- قصص توم وجيري
- فارس وفادي

## موسيقى

### ألبومات
من الألبومات التي صدرت هذه السنة في الولايات المتحدة:
- 1 يناير – جانب آخر من غناء كوربن بلو.

## كتب
من الكتب التي صدرت هذه السنة في الولايات المتحدة:
- 1 يناير – الحرية للفكر الذي نكره من تأليف أنتوني لويس.
- 1 يناير – العالم من دوننا من تأليف آلان فايسمان.
- 1 يناير – اللوبي الإسرائيلي والسياسة الخارجية الأمريكية من تأليف جون ميرشايمر، ستيفن والت.
- 1 يناير – ثلاثة عشر سببا من تأليف جاي آشر.
- 1 فبراير – الشقيقات من تأليف دانيال ستيل.
- 1 أبريل – مذكرات طالب من تأليف جيف كيني.
- 1 مايو – الإله ليس عظيما من تأليف كريستوفر هيتشنز.
- 22 مايو – ألف شمس ساطعة من تأليف خالد حسيني.
- 1 يونيو – استراحة رقم 2 من تأليف دانيال ستيل.
- 7 أغسطس – خسوف من تأليف ستيفاني ماير.
- 1 أكتوبر – رحمة مذهلة من تأليف دانيال ستيل.

## وفيات

### يناير
- 1 يناير – ديل ريفز (مواليد 1932) مغني أمريكي.[11]
- 2 يناير – غاري بيتي (مواليد 1957)[12]
- 9 يناير – زيكي زاولوك (مواليد 1930) لاعب كرة سلة أمريكي.[13]
- 16 يناير – رون كاري (مواليد 1935) ممثل أمريكي.[14]
- 19 يناير – سكوت شارليز بيغلو (مواليد 1961) مصارع محترف من الولايات المتحدة الأمريكية.[15]
- 23 يناير – هوارد هانت (مواليد 1918)[16]
- 28 يناير – جيم غراي (مواليد 1944)
- 30 يناير – سيدني شيلدون (مواليد 1917) كاتب أمريكي.[17]
- 31 يناير – مولي إيفينز (مواليد 1944) صحفية أمريكية.[18]

### فبراير
- 4 فبراير – رود كولبين (مواليد 1923) ممثل أمريكي.[19]
- 5 فبراير – راي كورلي (مواليد 1928) لاعب كرة سلة من الولايات المتحدة الأمريكية.
- 8 فبراير – آنا نيكول سميث (مواليد 1967)[20]
- 12 فبراير – توماس فيرتشايلد (مواليد 1912) قاضي أمريكي.[21]
- 13 فبراير – بروس متزجر (مواليد 1914)[22]
- 20 فبراير – فرانك ألبرت قوطون (مواليد 1930) كيميائي أمريكي.
- 21 فبراير – باري ستيفنز (مواليد 1963)[23]
- 22 فبراير – دينيس جونسون (مواليد 1954)[24]
- 23 فبراير – دوني بروكس (مواليد 1936) موسيقي أمريكي.
- 24 فبراير – بروس بينيت (مواليد 1906)[25]
- 27 فبراير – فريد باسولو (مواليد 1920) كيميائي من الولايات المتحدة.[26]
- 28 فبراير – آرثر ماير شليزنجر (مواليد 1917)[27]
- 28 فبراير – روبرت كينغستون (مواليد 1928)[28]

### مارس
- 1 مارس – إدي فايرستون (مواليد 1920)[29]
- 1 مارس – ماير فيلدمان (مواليد 1914) كاتب أمريكي.
- 4 مارس – توماس إيغلتون (مواليد 1929) سياسي أمريكي.[30]
- 17 مارس – جون باكوس (مواليد 1924)[31]
- 19 مارس – كالفيرت ديفوريست (مواليد 1921)[32]
- 23 مارس – بول كوهين (مواليد 1934) رياضياتي أمريكي.[33]
- 27 مارس – بول لاوتربر (مواليد 1929) كيميائي أمريكي.[34]

### أبريل
- 4 أبريل – مات أيتش (مواليد 1944) لاعب كرة سلة أمريكي.
- 5 أبريل – توماس هارفي (مواليد 1912)[35]
- 7 أبريل – باري نيلسون (مواليد 1917) ممثل أمريكي.[36]
- 11 أبريل – روسكو لي براون (مواليد 1922) ممثل ومخرج أمريكي.[37]
- 11 أبريل – كورت فونيجت (مواليد 1922)[38]
- 13 أبريل – ستيف مالوفيتش (مواليد 1956) لاعب كرة سلة أمريكي.
- 18 أبريل – فرانك ستولن (مواليد 1913) مهندس من الولايات المتحدة الأمريكية.
- 23 أبريل – ديفيد هالبرستام (مواليد 1934)[39]
- 26 أبريل – جاك فالنتي (مواليد 1921) موظف مدني من الولايات المتحدة الأمريكية.[40]
- 28 أبريل – دابس غرير (مواليد 1917) ممثل أمريكي.[41]
- 28 أبريل – ديفيد تيرنبول (مواليد 1915)[42]
- 30 أبريل – جوردون سكوت (مواليد 1926)[43]

### مايو
- 3 مايو – والي شيرا (مواليد 1923) رائد فضاء أمريكي.[44]
- 7 مايو – دونالد جينسبيرج (مواليد 1933) فيزيائي أمريكي.[45]
- 7 مايو – دييغو كوراليس (مواليد 1977) ملاكم من الولايات المتحدة الأمريكية.[46]
- 7 مايو – شيرل كونواي (مواليد 1916) ممثلة أمريكية.[47]
- 9 مايو – ألفرد شاندلر جونيور (مواليد 1918) مؤرخ أمريكي.[48]
- 15 مايو – جيري فالويل (مواليد 1933)[49]
- 15 مايو – يولاندا كينغ (مواليد 1955) ممثلة أمريكية.[50]
- 20 مايو – ستانلي ميلر (مواليد 1930)[51]
- 21 مايو – جون نوجرادي (مواليد 1914) لاعب كرة مضرب أمريكي.
- 27 مايو – هوارد بورتر (مواليد 1948) لاعب كرة سلة أمريكي.[52]

### يونيو
- 1 يونيو – تشارلز جونسون (مواليد 1949) لاعب كرة سلة من الولايات المتحدة الأمريكية.[53]
- 8 يونيو – ريتشارد رورتي (مواليد 1931) فيلسوف أمريكي.[54]
- 16 يونيو – نورمان هاكرمان (مواليد 1912) كيميائي أمريكي.[55]
- 20 يونيو – جيري فليشمان (مواليد 1922) لاعب كرة سلة أمريكي.
- 28 يونيو – ليو بورمستر (مواليد 1944) ممثل أمريكي.[56]

### يوليو
- 2 يوليو – بيفرلي سيلز (مواليد 1929)[57]
- 2 يوليو – جيمي ووكر (مواليد 1944) لاعب كرة سلة أمريكي.[58]
- 3 يوليو – بوتس راندولف (مواليد 1927) موسيقي أمريكي.[59]
- 11 يوليو – ليدي بيرد جونسون (مواليد 1912) رائدة أعمال من الولايات المتحدة الأمريكية.[60]
- 12 يوليو – لاري ستافيرمان (مواليد 1936)[61]
- 23 يوليو – دانيال كوشلاند (مواليد 1920) عالم أمريكي.[62]
- 24 يوليو – ألبرت إليس (مواليد 1913) عالم نفس أمريكي.[63]

### أغسطس
- 12 أغسطس – رالف ألفر (مواليد 1921)[64]
- 13 أغسطس – براين آدمز (مواليد 1964)[65]
- 15 أغسطس – جون غوفمان (مواليد 1918)[66]
- 16 أغسطس – بريان شارات (مواليد 1947)
- 17 أغسطس – إدي غريفين (مواليد 1982) لاعب كرة سلة أمريكي.[67]
- 17 أغسطس – فكتور كلي (مواليد 1925) رياضياتي أمريكي.[68]
- 20 أغسطس – ليونا هلمسلي (مواليد 1920) مديرة فندق من الولايات المتحدة الأمريكية.
- 26 أغسطس – جيري اندروس (مواليد 1918) ساحر مسرحي من الولايات المتحدة الأمريكية.

### سبتمبر
- 3 سبتمبر – ستيف ريان (مواليد 1947) ممثل أمريكي.[69]
- 3 سبتمبر – وودي سولدسبيري (مواليد 1934) لاعب كرة سلة أمريكي.[70]
- 6 سبتمبر – مادلين لانغل (مواليد 1918) كاتب أمريكي.[71]
- 7 سبتمبر – جوزيف آشباك (مواليد 1933) طبيب من الولايات المتحدة الأمريكية.[72]
- 8 سبتمبر – ديفوريست كوفان (مواليد 1917) ممثل أمريكي.
- 10 سبتمبر – جين وايمان (مواليد 1917)[73]
- 16 سبتمبر – جيمس أوليفر ريجني (مواليد 1948) كاتب أمريكي.[74]
- 17 سبتمبر – موريس كينغ (مواليد 1934) لاعب كرة سلة أمريكي.
- 21 سبتمبر – أليس غوستلي (مواليد 1923) ممثلة أمريكية.[75]

### أكتوبر
- 1 أكتوبر – آل أورتر (مواليد 1936) رياضي أمريكي.[76]
- 2 أكتوبر – جورج غريزارد (مواليد 1928) ممثل أمريكي.[77]
- 2 أكتوبر – هاري إس دنت، الأب (مواليد 1930)[78]
- 12 أكتوبر – لوني تشابمان (مواليد 1920) ممثل أمريكي.[79]
- 13 أكتوبر – آرت هاريس (مواليد 1947) لاعب كرة سلة أمريكي.
- 13 أكتوبر – أليك كيسلر (مواليد 1967) لاعب كرة سلة أمريكي.[80]
- 17 أكتوبر – جوي بيشوب (مواليد 1918)[81]
- 19 أكتوبر – وينفريد اسبري (مواليد 1917)
- 26 أكتوبر – آرثر كورنبرغ (مواليد 1918)[82]
- 30 أكتوبر – روبرت جوليت (مواليد 1933)[83]

### نوفمبر
- 1 نوفمبر – إيرف بيموراس (مواليد 1930) لاعب كرة سلة أمريكي.
- 1 نوفمبر – بول تيبيتس (مواليد 1915)[84]
- 1 نوفمبر – سوني بوب (مواليد 1928) ممثل أمريكي.[85]
- 4 نوفمبر – إدوارد بارتلز (مواليد 1925) لاعب كرة سلة أمريكي.[86]
- 6 نوفمبر – هانك تومبسون (مواليد 1925)[87]
- 10 نوفمبر – جورج راتكوفيكز (مواليد 1922) لاعب كرة سلة أمريكي.
- 10 نوفمبر – نورمان ميلر (مواليد 1923)[88]
- 14 نوفمبر – مايكل بلودجيت (مواليد 1939)
- 23 نوفمبر – روبرت فيسكو (مواليد 1935) محتال أمريكي.[89]
- 28 نوفمبر – مالي فين (مواليد 1938) مديرة تصوير من الولايات المتحدة الأمريكية.[90]
- 29 نوفمبر – تومي كرون (مواليد 1943) لاعب كرة سلة أمريكي.
- 29 نوفمبر – رالف بيرد (مواليد 1927) لاعب كرة سلة من الولايات المتحدة الأمريكية.[91]
- 29 نوفمبر – روجر سميث (مواليد 1925)[92]
- 30 نوفمبر – برادي ووكر (مواليد 1921) لاعب كرة سلة أمريكي.

### ديسمبر
- 4 ديسمبر – بيمب سي (مواليد 1973) موسيقي أمريكي.[93]
- 15 ديسمبر – جون بيرغ (مواليد 1949) ممثل أمريكي.[94]
- 16 ديسمبر – جيم هولشتاين (مواليد 1930)[95]
- 20 ديسمبر – غلين فيرغسون (مواليد 1929) دبلوماسي أمريكي.[96]